# Айриън (окръг, Тексас)
Окръг Айриън (на английски: Irion County) е окръг, разположен на платото Едуардс в щата Тексас, Съединени американски щати. Площта му е 2725 km². Според преброяването през 2020 г. населението му е 1513. Административен център е град Мертзън. Окръгът е кръстен на Робърт Андерсън Айриън, държавен секретар на Република Тексас.

## История
От 1858 до 1861 г. Бътърфийлдската сухопътна поща /Butterfield Overland Mail/ преминава през региона.
През 1876 г. Джон Ардън довежда първото стадо овце от Калифорния, а Били Чайлдрес създава ранчото Лонгхорн 7Д.
Законодателната власт на Тексас формира окръг Айриън от окръг Том Грийн през 1889 г. Шерууд става седалище на окръга.
Нефтът е открит в окръг Айриън през 1928 г.
През 1936 г. Мертзън става седалище на окръга.
В момента сградата на Старият съд на окръг Айриън в Шерууд е единственият имот в окръга, вписан в Националния регистър на историческите места.

## География
Според Бюрото за преброяване на населението на САЩ окръгът има обща площ от 1052 квадратни мили (2720 km 2), от които 1 052 квадратни мили (2 720 km 2) са земя и 0,07 квадратни мили (0,18 km 2 ) (0,01%) са покрити с вода.

## Съседни окръзи
- Окръг Том Грийн (север и изток)
- Окръг Шлайхер (югоизток)
- Окръг Крокет (югозапад)
- Окръг Рейгън (запад)